# Lovena Börschmann Ziegler
Lovena Börschmann Ziegler (* 2007) ist eine deutsche Schauspielerin.

## Leben
Lovena Börschmann Ziegler ist eine Jungschauspielerin, die in den Verfilmungen des Kinderbuchs Mein Lotta-Leben spielte und 2023 in der Neuverfilmung des Kästner-Romans Das fliegende Klassenzimmer in einer Hauptrolle zu sehen war. Im selben Jahr verkörperte sie in der Fernsehserie Wir sind die Meiers in dem neunköpfigen Ensemble verschiedene Rollen.

## Filmografie
- 2019: Mein Lotta-Leben – Alles Bingo mit Flamingo!
- 2022: Mein Lotta-Leben: Alles Tschaka mit Alpaka!
- 2023: Das fliegende Klassenzimmer
- 2023: Wir sind die Meiers
- 2024: Mein Traum, meine Geschichte
- 2025: Erzgebirgskrimi – Die letzte Note